# 신도리촌
신도리촌(新通村)은 니가타현 니시칸바라군에 설치되었던 촌이다.